# ألان إدواردز (لاعب كريكت)
ألان إدواردز (24 ديسمبر 1921 في أستراليا - ) (بالإنجليزية: Allan Edwards)‏ هو لاعب كريكت أسترالي. لعب مع فريق غرب أستراليا للكريكت ‏.

## وصلات خارجية
- ألان إدواردز (لاعب كريكت) على موقع إي آس بي آن كريك إنفو (الإنجليزية)